# Ирбенский
«И́рбенский» — советский и российский плавучий маяк, в настоящее время корабль-музей в экспозиции Музея Мирового океана (пришвартован у набережной Петра Великого в Калининграде). Один из последних построенных в мире обитаемых плавучих маяков.

## Технические характеристики
Длина судна составляет 43,4 м, ширина по миделю — 9,5 м, водоизмещение в полном грузу — 672 т. Его конструкция вобрала в себя весь накопленный опыт строительства и эксплуатации этого типа судов. Особое внимание уделялось автономности, безопасности и комфорту службы на судне, которому суждено было проводить по 8—9 месяцев на холодном и отличающемся частыми штормами Балтийском море, на значительном удалении от берега и порта.
Маяк приводился в движение с максимальной скоростью 8,2 узла (по другим данным — 8,7 узла) дизелем производства ГДР (по другим данным — ФРГ) мощностью 375 индикаторных сил. В просторном машинном отделении располагались три дизель-генератора и парогенератор системы отопления. Запас топлива достигал 90 т, что обеспечивало 10-суточную работу главного двигателя и 120 суток работы паро- и электрогенератора. За один переход «Ирбенский» мог преодолеть до 1800 миль при волнении до 7 баллов и ветре до 10 баллов.
На борту плавучего маяка имелся запас в 46 т питьевой воды и морозильная камера на 850 кг мяса, рыбы и овощей, что обеспечивало команде автономность до 50 суток. Матросы и лоцманы размещались в семи двухместных каютах, капитан и старшие офицеры — в шести одноместных. Всего в надстройке вдоль двух тамбуров располагались 13 кают. Внутренняя отделка жилой палубы выполнена из светлой ламинированной фанеры, мебель в каютах — кровати с ящиками, шкафы, столы — из ценных пород дерева. Финские кораблестроители предусмотрели на борту и небольшую сауну.
На «Ирбенском» имелся лоцманский катер и двухтонный поворотный кран для его спуска на воду, но лоцманской службы на судне не было. Корпус плавучего маяка был разделён семью водонепроницаемыми переборками. Непотопляемость обеспечивалась при затоплении двух смежных отсеков из восьми. Эвакуацию экипажа обеспечивали две вёсельные шлюпки.
Маячная мачта была выполнена в виде металлической трубы с лестницами внутри и на внешней стороне. Высота огня над уровнем моря составляла 17,5 м. Светооптический аппарат производства шведской фирмы AGA с поясной линзой полуметрового диаметра обеспечивал 12-мильную видимость огня. Для стабилизации линзы в горизонтальной плоскости при качке использовалась маятниковая система из тросов и трубок, уходивших из фонарного сооружения в корпус судна ниже ватерлинии и связанных там с грузом-балансиром. При нештатных ситуациях и при движении своим ходом на маяке зажигался красный огонь.
«Ирбенский» был также оборудован наутофоном и радиомаяком, включаемыми в условиях тумана. Наутофон LIEG-300 сообщал проходящим в радиусе 4 миль судам о позиции плавучего маяка звуком низкой тональности, испускаемым с четырёх излучателей, смонтированных на отдельной мачте ближе к корме судна. Радиомаяк МРМ-54 использовал 15-метровую проволочную антенну, натянутую между мачтами, для передачи азбукой Морзе туманного сигнала «ПМ» на расстояние 15 морских миль. Оценивая задержку наутофонного гудка относительно радиосигнала, экипажи проходивших Ирбенский пролив судов могли быстро и точно определить расстояние до плавучего маяка и, соответственно, своё местоположение. Среди штурманского вооружения на плавучем маяке имелись две радиостанции, радиопеленгатор, эхолот и радиолокационная станция «Дон».

## История постройки и службы
В 1950-е годы растёт объём грузов и тоннаж судов, следующих в Рижский торговый порт через Ирбенский пролив. Навигационное оснащение опасного пролива оказалось недостаточным для безопасного мореплавания, что сказывалось на стоимости фрахта и страхования зарубежных судов, идущих в Ригу. В конце 1950-х годов правительство СССР заказывает в Финляндии на верфи «Лайватеоллисуус» (Турку) два плавучих маяка — один уходит на Каспийское море и заменяет плавучий маяк «Астраханский приёмный» ещё дореволюционной постройки, а второй, «Ирбенский», в 1962 году устанавливается в начальной точке северного фарватера в Ирбенском проливе. Плавучие маяки проекта № 852 стали одними из последних обитаемых плавучих маяков, построенных в мире. Во время разработки этого проекта эксплуатация плавучих маяков ведущими морскими державами постепенно завершалась.
Первая пробная установка маяка произведена 2 августа 1962 года. С 5 мая 1963 года маяк устанавливался на позицию 57°51′ с. ш. 21°37′ в. д. на постоянной основе, неся свою вахту с 1 апреля по 1 декабря. Регулярное снабжение «Ирбенского» всем необходимым и смена членов команды велись по морю из Вентспилса. Туда же, в порт своей приписки, «Ирбенский» приходил на зиму. Раз в два года на нём проводился капитальный ремонт двигателей, для чего судно ставилось в сухой док. Серьёзных происшествий с «Ирбенским» было немного: в 1969 году ураган сорвал плавучий маяк с его 2,5-тонного якоря, в 1982 году пришлось заменить сломанную наутофонную мачту вместе с самим наутофоном.
В 1985 году завершилась постройка стационарного маяка «Ирбенский» на гидротехническом основании в районе банки Михайловская. Закончив навигацию 1986—1987 годов, плавучий маяк встал в Лиепае на двухлетний ремонт. Следующим пунктом его установки стала начальная точка глубоководного фарватера, ведущего в Вентспилс, один из основных незамерзающих портов на востоке Балтики. Однако за две навигации с 1989 по 1991 год плавучий маяк (временно переименованный в «Вентспилсский») оказался четырежды сорван с якоря и был заменён приёмным буем ледового класса. В 1994 году «Ирбенский» в составе выводимого из Латвии российского военного имущества был отбуксирован в Балтийск, а затем в Ломоносов, на базу 607-го Отдельного дивизиона гидрографических судов (ОДнГС).
Последующие 15 лет на борту стоящего у причальной стенки плавучего маяка размещалась вахта штаба дивизиона. Поступали различные предложения по его дальнейшему использованию. До перевода в Балтийск высказывалась идея оставить Латвии ненужное судно вместе с бременем его содержания. Предлагалось сделать из «Ирбенского» мемориальное или учебное судно и даже казино либо срезать с судна мачту с фонарём, чтобы использовать их как светящий знак на берегу. Но в итоге на «Ирбенском», в отличие от однотипного «Астраханского приёмного», осталась и мачта, и часть оборудования.
В 2009 году «Ирбенский» исключили из состава ВМФ и выставили на торги в качестве неразделанного лома по начальной цене немногим более 1 млн рублей, однако покупателей не нашлось. В дальнейшем от разделки на металл последний сохранившийся в стране плавучий маяк уберегло внимание общественности, привлечённое фондом «Маячный». Интерес к «Ирбенскому» проявляла также администрация свободного порта Вентспилс.

## Корабль-музей
За годы стоянки в Ломоносове покинутый и обесточенный плавучий маяк ветшал и разорялся (перед началом восстановительных работ с него было вывезено более 20 м³ мусора). В конце 2014 года Морской коллегией при Правительстве Российской Федерации было принято решение передать «Ирбенский» Музею Мирового океана, уже имевшему в экспозиции несколько кораблей. Средства на восстановление плавучего маяка в размере 9,9 млн рублей выделило Министерство культуры Российской Федерации.
29 октября 2016 года два буксира привели «Ирбенский» на доковый ремонт на Кронштадтском морском заводе. В ходе ремонта было проведено тщательное обследование корпуса судна и всей донно-забортной арматуры, обеспечивающей живучесть корабля. Корпус был очищен и заново покрашен, проведён ремонт винторулевого комплекса. По результатам ремонта было принято решение о возможности морской транспортировки плавучего маяка и выполнена подготовка к ней: укреплены палубы в местах со сквозной коррозией, проверена герметичность иллюминаторов, дверей и люков внешнего контура судна, оборудование и механизмы были зафиксированы в помещениях машинного отделения, отремонтированы стенки надстройки в местах их примыкания к главной палубе. Часть восстановительных работ сотрудники музея выполнили самостоятельно.
В ночь с 29 на 30 июня 2017 года «Ирбенский», пройдя на буксире более 500 морских миль и преодолев в пути сильный шторм, прибыл в Калининград и ошвартовался у причала Музея Мирового океана за другим экспонатом — рыболовным траулером СРТ-129. Часть средств на буксировку в размере около 1 млн рублей выделил благотворительный фонд «Лукойл». Музей также выиграл грант фонда «История Отечества» в размере 700 тыс. рублей на создание экспозиции.
Поскольку «Ирбенский» при спуске на воду не проходил отменённую тогда флотскую традицию освящения и крещения судна, руководство Музея Мирового океана приняло решение провести такую церемонию. 12 сентября 2017 года представитель Калининградской епархии РПЦ иерей Давид (Рожин) освятил судно, а президент благотворительного фонда «Лукойл» Н. Ю. Алекперова стала его крёстной матерью.
«Ирбенский» был открыт для посетителей Музея Мирового океана 15 декабря 2017 года (ранее доступ также открывался в честь Дня рыбака 8—9 июля 2017 года). По состоянию на 2020 год реконструкция и формирование коллекции корабля-музея продолжаются.